# Bathythrix cilifacialis
Bathythrix cilifacialis är en stekelart som beskrevs av Mao-Ling Sheng 1998. Bathythrix cilifacialis ingår i släktet Bathythrix och familjen brokparasitsteklar. Inga underarter finns listade.